# Wander Lowie
Wander Marius Lowie (Amszterdam, 1959. október 14. –) holland nyelvész. Jelenleg (2019) az alkalmazott nyelvészet professzora a hollandiai Groningeni Egyetem Alkalmazott Nyelvészeti Tanszékén. Lowie a Komplex Dinamikus Rendszerek Elmélete munkájáról ismert. 
A "Dinamikus Rendszerek Holland Iskola" egyik tagja, de Bot, van Geert és Verspoor mellett ő javasolta az idősorok adatainak alkalmazását a második nyelv fejlődésének tanulmányozására. 

## Karrier
Lowie 1998. január 14-én szerzett PhD fokozatot a Groningeni Egyetem Bölcsészettudományi Karán. Leendő kollégája, Kees de Bot volt a supervisora. Doktori értekezésének címe: The acquisition of interlanguage morphology: a study into the role of morphology in the L2 learner's mental lexicon (magyarul: "Nyelvközi morfológia megszerzése: tanulmány a morfológia szerepéről az L2 tanuló mentális lexikonjában").
Lowie egy recenzált tudományos folyóiratnak
a The Modern Language Journalnak a társszerkesztője.

## Kutatás
2004-ben publikált egy cikket, de Bot és Verspoor közreműködésével, a második nyelv fejlődéséről, amelyben a dinamikus rendszerek elméletét alkalmazta a második nyelv írás fejlődésének tanulmányozására. Ez volt az első kutatási cikk, amelyben az idősorok adatait felhasználták a második nyelvírás fejlődésének változásainak magyarázata céljából.
Egy 2012-es cikkben a dinamikus rendszerek elméletének a második nyelv fejlődésével kapcsolatos megközelítéseinek pedagógiai következményeiről beszélt. Azt javasolta, hogy csak a változékonyság relevanciáját értékelő megközelítés vonja be a fejlődés kritikus idődimenzióját. Javasolta, hogy a közös európai referenciakeret által javasolt, a nyelvi portfólió felhasználásával végzett, longitudinális megközelítés nagyobb értéket képvisel a nyelvtanuló számára, mint a nyelvtudás egyes szempontjainak egy időbeni merev értékelése.

## Bibliográfia

### Könyvek
- Second Language Acquisition: An Advanced Resource Book (2005)[6]
- A Dynamic Approach to Second Language Development. Methods and Techniques (2011)
- Usage-based Dynamics in Second Language Development (2020)[7]

### Cikkek
- "Making sense of polysemous words." (2003)
- "Dynamic Systems Theory and Applied Linguistics: the ultimate “so what”?" (2005)
- "A dynamic systems theory approach to second language acquisition." (2007)
- "Substitution of dental fricatives in English by Dutch L2 speakers." (2007)
- "Variability in second language development from a dynamic systems perspective." (2008)
- "Input and second language development from a dynamic perspective." (2009)
- "Dynamic Systems Theory as a comprehensive theory of second language development." (2013)
- "Variability and variation in second language acquisition orders: A dynamic reevaluation." (2015)
- "Emergentism: Wide Ranging Theoretical Framework or Just One More Meta-theory?" (2017)
- "Lost in State Space?: Methodological Considerations in Complex Dynamic Theory Approaches to Second Language Development Research" (2017)

## Fordítás
- Ez a szócikk részben vagy egészben  a   Wander Lowie című angol Wikipédia-szócikk ezen változatának fordításán alapul.  Az eredeti cikk szerkesztőit annak laptörténete sorolja fel. Ez a jelzés csupán a megfogalmazás eredetét és a szerzői jogokat jelzi, nem szolgál a cikkben szereplő információk forrásmegjelöléseként.